# Dragan Kobiljski
Dragan Kobiljski (cyryl. Драган Кобиљски; ur. 9 sierpnia 1971 w Belgradzie) – serbski siatkarz, grający na pozycji środkowego.
Strzelanina w szkole w Belgradzie - 3 maja 2023 roku o 8:40 w szkole w centrum Belgradu 14-latek otworzył ogień do uczniów i pracowników szkoły podstawowej. W wyniku strzelaniny zginęło dziewięcioro dzieci i woźny; nauczycielka i siedmioro dzieci trafiło do szpitala. Jedną z ofiar była jego 13-letnia córka Ema.

## Sukcesy klubowe

### Jako siatkarz
Mistrzostwa Jugosławii:
- 1991
- 1992

Puchar Jugosławii:
- 1990

Liga serbsko-czarnogórska:
- 2002
- 1996

### Jako trener
Superpuchar Serbii:
- 2014[13], 2016[14]

Puchar Serbii:
- 2016[15], 2019[16]

Liga serbska:
- 2015[17], 2016[18]
- 2019[19]
- 2017

Puchar Rumunii:
- 2024[20]

Liga rumuńska:
- 2024[21]